# Maria Andrea
Maria Andrea és una cantant rossellonesa d'Ortafà.
Influïda per Pere Figueres, Joan Pau Giné i Lluís Llach, començà a cantar el 1977, a l'edat de setze anys, i participà en alguns festivals importants, com les Sis Hores de la Cançó a Perpinyà del 1978.
Bona intèrpret, físicament molt menuda, de veu comunicativa i potent, abandona tanmateix les activitats artístiques l'any 1980, amb un sol disc enregistrat (El meu poble).
A l'inici del 2000, Pere Figueres acarona la idea d'escriure-li nous temes i forçar el seu retorn a la Cançó.

## Obra
- Àlbum "El meu poble"[Enllaç no actiu]